# Moḩammad ‘Alīābād
Moḩammad ‘Alīābād (persiska: محمّد علی آباد, Sartelīhā) är en ort i Iran.   Den ligger i provinsen Khuzestan, i den centrala delen av landet, 400 km söder om huvudstaden Teheran. Moḩammad ‘Alīābād ligger 710 meter över havet och antalet invånare är 155.
Terrängen runt Moḩammad ‘Alīābād är kuperad åt sydväst, men åt nordost är den platt.Runt Moḩammad ‘Alīābād är det ganska tätbefolkat, med 56 invånare per kvadratkilometer. Närmaste större samhälle är Shū Gol-e Ḩājjīvand, 4,5 km söder om Moḩammad ‘Alīābād. Omgivningarna runt Moḩammad ‘Alīābād är i huvudsak ett öppet busklandskap.